# Kaltasinskij rajon
Il Kaltasinskij rajon (in russo Калтасинский район?) è un municipal'nyj rajon della Repubblica della Baschiria, nella Russia europea.